# Szabó Sándor (író)
Szabó Sándor (írói nevén A. Taylor Crabe, Cs. Szabó Sándor) (Bácsalmás, 1979. március 3. –) magyar író.

## Élete
1979-ben született Bácsalmáson. Jelenleg egyéni vállalkozóként dolgozik, írással, fordítással és nyelvtanítással foglalkozik, korábban négy évig volt középiskolai tanár. Személyiségében, életfilozófiájában, munkásságában meghatározó a református szellemiség. Alkotóként azért részesíti előnyben a tudományos-fantasztikus irodalmat, mert fantáziáját szabadjára engedheti, nem kötik a hagyományos irodalom zártabb keretei. Számára a science-fiction nem téma, hanem nyelv; a ma emberéről szeretne írni a sci-fi nyelvén. Fő műfajának a prózát tekinti, korábban a kisregényt vagy hosszabb elbeszéléseket kedvelte, később a hosszabb regények felé fordult. Első novellája a Solaria magazinban jelent meg, később a lapnál kezdett dolgozni, tanulmányokat, interjúkat, kritikákat jelentetett meg. A Solaria (ideiglenes) megszűnése után a Fantasya.hu cikkírójaként tevékenykedik, kritikákat ír, s folytatja a Solarian és a scifi.hu-n megkezdett interjúsorozatait a hazai sci-fi- és fantasyélet szereplőivel. Első nyomtatásban megjelent novellája a Cherubion Kiadó gondozásában látott napvilágot 2003-ban, majd ugyanebben az évben követte első regénye, a Dark Space sorozatba írt Dominium első része. Szintén 2003-ban jelentette meg a Parakletos kiadó Prón c. kisregényét. 2003 és 2007 között a Cherubion írói stábjának tagjaként, több novellát, regényt, kisregényt publikált. 2004-ben Prón című, majd 2007-ben Ellensúly című (az Ellenjáték folytatása) regényei részt vettek a Zsoldos Péter-díj pályázaton. 2008-ban az Új Galaxis 12-ben minden Zsoldos-díjjal jutalmazott író megnevezhetett egy ifjú írót utódjaként, Bán János Szabó Sándort jelölte meg.
2008-ban jelent meg a József köpönyegében című  jegyzete, amiben a hitoktatásban alkalmazható drámapedagógiai módszereket mutatja be. A könyv nyomán képzéseket is tartott és a Református Pedagógiai Intézet külső munkatársaként segédanyagokat is készített.
Internetes projektje az omagyar.blog.hu, egy időutazásos blogfikció, ami egy megírandó regény előtanulmányának indult.
2009-ben írói honlapján letölthetővé tette a korábban nyomtatásban megjelent SF-regényeit.
2017-ben jelent meg Luther című regényének első kötete, majd 2018-ban megjelent a második, befejező rész is, Cs. Szabó Sándor írói névvel. Az életrajzi regényben a reformáció legendás alakjának, Luther Mártonnak a korai évein és tanulmányain keresztül követhetjük végig, miként válik egy egyszerű parasztgyerek korának egyik legmeghatározóbb gondolkodójává. A kétkötetes mű első része a kezdetektől egészen 1517-ig, a 95 tétel megszületéséig mutatja be az eseményeket fizikai és lelki síkon egyaránt, ennek köszönhetően pedig egy igazi hús-vér ember alakja elevenedik meg előttünk. A mű a Harmat Kiadó gondozásában jelent meg és bekerült a Márai-program támogatott kötetei közé is.
2019-ben látott napvilágot Koppány című regénye a Gold Book Könyvkiadónál. Szabó Sándor a rendelkezésre álló történeti és néprajzi források felhasználásával egyedi hangvételű, ítélkezéstől és propagandától mentes regényben fest magával ragadó képet a magyar történelem talán legfontosabb évtizedeiről. A 2020-ban megjelent folytatásban a szerző egyedülálló módon mutatja be a megszilárduló keresztény magyar királyság mindennapjait. A fordulatokban gazdag, izgalmas történet szinte tapintható közelségbe hozza a XI. századi magyarság életének változásait, a keresztény kultúra térnyerését, a pusztáról hozott ősi szokások makacs továbbélését. A Koppány-regények kedvező fogadtatása után kezdett bele az Árpád vére sorozatba, ami a kezdetektől az államalapításig mutatja be regényekben az első magyar királyi dinasztia őseit.
Mindeközben a sci-fivel sem szakított az író, hiszen 2019 decemberében Üres föld címmel új művel jelentkezett. A tudományos-fantasztikus irodalomhoz való visszatérést az író inkább kirándulásnak, kalandnak tekintette a történelmi regények mellett.
Az író egy Esztergom melletti településen él feleségével és három gyermekükkel.

## Bibliográfia

### Regények
- Dominium – Viadalív (Dark Space regény), Cherubion, 2003
- Prón – A programozott klóntermék (kisregény), Parakletos 2003
- Ellenjáték (regény, in Ellenjáték antológia), Cherubion, 2004
- Dacváros (kisregény, in Csillagárnyék antológia), Cherubion, 2005
- Ellensúly (regény, in Ellensúly antológia), Cherubion, 2006
- Ellenérdek (regény, in Ellenérdek antológia), Cherubion, 2007
- Ómagyarország - az Átkerülés napjai (társszerző), Lilli, 2009
- Luther I. Az út  (történelmi regény), Harmat, 2017
- Luther II. Az igazság és az élet (történelmi regény), Harmat, 2018
- Koppány (történelmi regény), Gold Book, 2019 (Árpád vére sorozat)
- Üres föld (sci-fi), e-könyv, 2019
- Koppány fiai (történelmi regény), Gold Book, 2020  (Árpád vére sorozat)
- Álmos (történelmi regény), Gold Book, 2021 (Árpád vére sorozat)
- Árpád (történelmi regény), Gold Book, 2022 (Árpád vére sorozat)
- Kálvin asszonyi szívekben (novellafüzér), KDP, 2022
- Árpád fiai (történelmi regény), Gold Book, 2023 (Árpád vére sorozat)
- Kálvin (történelmi regény), Harmat - Kálvin Kiadó, 2023
- Tíz lövő, tíz asszony (történelmi regény), Gold Book, 2023 (Árpád vére sorozat)
- Géza - Gyevicsa nagyúr (történelmi regény), Gold Book, 2024 (Árpád vére sorozat)
- A királyság kapuja (történelmi regény), Gold Book kiadó, 2025

### Szakkönyv
- József köpönyegében - hitoktatás és drámapedagógia (szakkönyv), Parakletos, 2008

### Novellák
- Inkvizítor, kegyelmed (GS novella, in Fényözön antológia), Cherubion, 2003
- HangHáz (novella, in Ezüstláng antológia), Cherubion, 2004
- Holdkár (novella, in Új Galaxis 4), Kódex nyomda, 2004
- Egy korsó sör (Mobil füzetek), Parakletos, 2004
- Fogyasztásvédelem (novella, in Új Galaxis 5), Kódex nyomda, 2005
- Egyedül (novella, in Új Galaxis 8), Kódex nyomda, 2006
- És mindenki vallja (novella, in Új Galaxis 9), Kódex nyomda, 2006
- Bunda (novella, in ElMondo), 2007. február
- Kuneső (novella, in Roham 4), 2007. tavasz
- Családegyesítés (novella, in Új Galaxis 12), Kódex nyomda, 2008

### Újságcikkek, tanulmányok
- Veszedelmes viszonyok? (tanulmány, in SF Műhely1, 2006)
- Kasztovszky Béla portré (interjú, in SF Műhely1, 2006)